# Vanua Levu
 (octobre 2017).
Si vous disposez d'ouvrages ou d'articles de référence ou si vous connaissez des sites web de qualité traitant du thème abordé ici, merci de compléter l'article en donnant les références utiles à sa vérifiabilité et en les liant à la section « Notes et références ».
Vanua Levu est la seconde plus grande île des Fidji avec une superficie de 5 587 km2. Elle compte, en 2022, environ 160 000 habitants.

## Géographie
- Récif de Cakaulevu

## Climat
On y retrouve le même découpage géo-climatique que sur Viti Levu à 60 kilomètres au nord de laquelle elle se situe, à savoir une côte au vent humide et luxuriante, une côte sous le vent plus sèche et un intérieur montagneux culminant à 1111 mètres (Mont Batini).

## Population
Les deux principaux centres urbains sont Labasa sur la côte ouest où se situe une importante raffinerie de sucre de canne et Savusavu (côte est) qui abrite l'un des 2 aéroports de l'île.
L'île est peuplée d'environ 160 000 habitants et reste encore peu développée sur le plan touristique comparée à la côte occidentale de Viti Levu.

## Découpage administratif
L'île correspond grossièrement à la région septentrionale.
L'île est divisée en trois circonscriptions qui correspondent aux trois grandes chefferies de l'île : Bua (à l'ouest), Macuata (au Nord-Est), et Cakaudrove (au Sud-Est). 